# Lathys cambridgei
Lathys cambridgei är en spindelart som först beskrevs av Simon 1874.  Lathys cambridgei ingår i släktet Lathys och familjen kardarspindlar.
Artens utbredningsområde är Israel. Inga underarter finns listade i Catalogue of Life.